# Dogielinotidae

Особенности строения Allorchestoides rosea: (A) самец, (B) антенна 1, (C) антенна 2, (D) гнатопод 1, (E) гнатопод 2. Шкала: 0,5 мм

Dogielinotidae (лат.) — семейство ракообразных из отряда бокоплавов (Hyaloidea, ранее в Talitroidea, Gammarida). Названо в честь зоолога Валентина Александровича Догеля.

## Описание
Тело латерально сжато. Глаза хорошо развиты, круглые, яйцевидные или субпрямоугольные. Кальцеоли антенн 1-2 отсутствуют. Антенна 1 короче, равна или длиннее антенны 2; стебельчатый членик 1 равен или длиннее членика 2; членик 2 равен или длиннее членика 3; членик 3 короче или равна членику 1; вспомогательный жгутик отсутствует. Мандибулярный моляр тритуративный (перетирающий); пальпы отсутствуют. Коксальные жабры на переподах 2-6 или переонах 2-7, не стебельчатые; окаймляющие волоски устьиц простые или окаймляющие волоски закручены. Гнатопод 1 субчешуйчатый; одинаков у самцов и самок (не имеет полового диморфизма). Гнатопод 2 субчешуйчатый; различается у самцов и самок (половой диморфизм); карпус сильно или слабо выдаётся вдоль заднего края проподуса. Переоподы 3-4 не имеют полового диморфизма. Переопод 4 с хорошо развитой задневентральной лопастью или с небольшой задневентральной лопастью. Переопод 5 короче, чем переопод 6; тазик равнобокий или с задневентральной лопастью. Переопод 7 длиннее переопода 5. Плеониты 1-3 каждый с дорсальными килями или без них. Уросомиты 1-3 свободные; без тонких или крепких дорсальных волосков. Уросомит 1 без крупной дистовентральной крепкой волоски. Уросомит 2 без дорсальных волосков. Уропод 1 без базофациальных крупных волосков. Уропод 3 не имеет полового диморфизма; одночлениковый, без ворсистых щетинок. Тельсон слабо расщеплён, выемчатый или цельный; дорсальные или латеральные жёсткие волоски отсутствуют; апикальные жёсткие волоски присутствуют или отсутствуют.

## Распространение
Широко распространены в обоих полушариях.

## Классификация
Включает 9 родов и около 40 видов. Семейство и его типовой род Dogielinotus были впервые выделены в 1953 году карцинологом Евпраксией Фёдоровной Гурьяновой и названы в честь крупного советского зоолога Валентина Александровича Догеля (1882—1955). Включено в состав Hyaloidea. До 2019 года семейство включалось в Talitroidea, а в него входили роды Hyalella Smith, 1874 (около 100 видов) и Najna Derzhavin, 1937 в ранге подсемейств Hyalellinae Bulycheva, 1957 и Najniinae Barnard, 1972, позднее выделенные в отдельные семейства Hyalellidae и Najniidae, соответственно.
- Allorchestes Dana, 1849 — около 10 видов (около 50 видов перенесены в другие роды)[8]
- Allorchestoides Wongkamhaeng, Dumrongrojwattana & Shin, 2018[9]
  - Allorchestoides rosea
- Dogielinoides Bousfield, 1982
  - Dogielinoides golikovi Kudrjaschov, 1979[10]
- Dogielinotus Gurjanova, 1953[1]
  - Dogielinotus cimbaluki Kudrjaschov, 1972[11]
  - Dogielinotus moskvitini (Derzhavin, 1930) (=Allorchestes moskvitini Derzhavin, 1930)[12]
- Exhyalella Stebbing, 1917 — 3 вида
- Haustorioides Oldevig, 1958 — около 10 видов[13][14][15]
  - =Eohaustorioides Bousfield & Tzvetkova, 1982
- Marinohyalella Lazo-Wasem & Gable, 2001[16]
  - Marinohyalella richardi (Chevreux, 1902) (=Hyalella richardi Chevreux, 1902, Parhyalella richardi)
- Parhyalella Kunkel, 1910 — около 10 видов[16][17]
- Proboscinotus Bousfield, 1982
  - Proboscinotus loquax